# Geogarypus taylori
Espèce
Geogarypus taylori est une espèce de pseudoscorpions de la famille des Geogarypidae.

## Distribution
Cette espèce est endémique d'Australie. Elle se rencontre au Victoria, en Nouvelle-Galles du Sud, au Territoire du Nord, en Australie-Méridionale et en Australie-Occidentale.

## Description
Les mâles mesurent de 1,7 à 2,0 mm et les femelles de 1,9 à 2,5 mm.

## Étymologie
Cette espèce est nommée en l'honneur de Robert W. Taylor.

## Publication originale
- Harvey, 1986 : The Australian Geogarypidae, new status, with a review of the generic classification (Arachnida: Pseudoscorpionida). Australian Journal of Zoology, vol. 34, p. 753-778.